# Harry Wilson
Harry Wilson (Wrexham, 22 marzo 1997) è un calciatore gallese, attaccante del Fulham e della nazionale gallese.

## Caratteristiche tecniche
Gioca come attaccante, il suo piede forte è il sinistro, può essere impiegato anche come trequartista tuttavia sfrutta meglio le sue abilità di uomo-assist nella sua posizione principale, ovvero quella di ala destra. Vanta un tiro potete e preciso, è capace di segnare calciando pure dalla lunga distanza, tanto che le sue abilità balistiche si rivelano utili nell'usare il suo mancino in modo da trovare il gol anche su punizione, oltre a essere anche un buon rigorista.
Nel 2013 è stato inserito nella lista dei migliori giovani nati dopo il 1992 stilata da Don Balón.

## Carriera

### Club

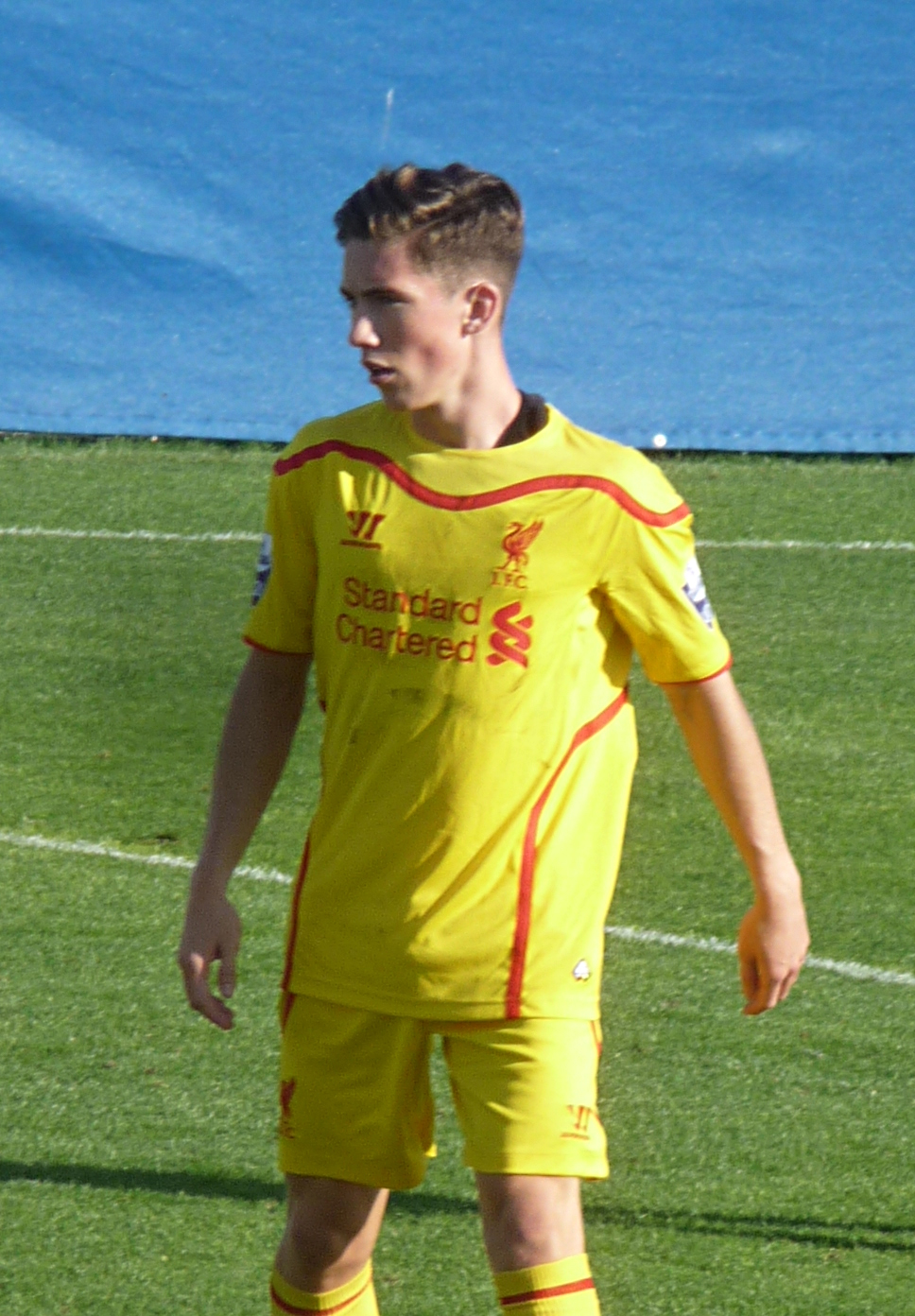
Wilson al Liverpool nel 2014

#### Liverpool e Crewe Alexandra
Quando compie 16 anni entra a far parte della Liverpool Academy. Nella stagione 2012-2013 scende spesso in campo con la maglia del Liverpool Under-18 ed è titolare nella selezione Under-16. Il 7 luglio 2014 firma il suo primo contratto da professionista con il club di Liverpool.
L'11 luglio 2015 viene selezionato, dal mister Brendan Rodgers, per partecipare alla tournée estiva della prima squadra che volerà in Thailandia, Australia e Malaysia per prepararsi ad affrontare al meglio la stagione che verrà. Il 26 agosto successivo viene ceduto, in prestito fino al 5 gennaio 2016, al Crewe Alexandra, militante nella Football League One. L'esordio arriva il 12 settembre successivo in occasione della sconfitta casalinga, per 1-3, contro il Millwall. Dopo 7 presenze, il 1º dicembre 2015 viene richiamato anticipatamente dal prestito. Il 18 gennaio 2017 fa il suo esordio coi Reds in occasione della partita di FA Cup vinta, per 0-1, contro il Plymouth. Conclude la stagione con unica presenza.

#### Hull City e Derby County
Il 31 gennaio 2018 viene ceduto, in prestito, all'Hull City militante in Football League Championship. L'esordio con la maglia delle Tigri arriva il 3 febbraio successivo in occasione nella trasferta persa, per 2-1, contro il Preston N.E. Sette giorni più tardi va a siglare anche la sua prima rete, da professionista, in carriera in occasione della vittoria, per 0-2, contro il Nottingham Forest, il 10 marzo realizza il gol del 4-3 battendo il Norwich City in una partita molto combattuta. Il 21 aprile successivo sigla la sua prima doppietta in carriera in occasione della trasferta pareggiata, per 5-5, contro il Bristol City. Conclude il prestito con un bottino di 14 presenze e 7 reti. Il 17 luglio 2018 viene ceduto, sempre a titolo temporaneo, al Derby County. L'esordio arriva il 3 agosto successivo in occasione della trasferta vinta, per 1-2, contro il Reading. Durante la FA Cup segna un gol su punizione oltre a servire al proprio compagno Martyn Waghorn l'assist con cui quest'ultimo segna la rete del 2-2 pareggiando contro il Southampton per poi vincere per 5-3 ai rigori, riesce a segnare un'altra rete su punizione contro il Manchester United nella EFL Cup nel pareggio per 2-2 e nei calci di rigore il Derby County vince per 8-7, il terzo tiro dal dishcetto viene segnato da Wilson. Riesce a segnare sedici reti in campionato, uno contro il Birmingham City vincendo per 3-1 e un altro prevalendo per 2-1 contro il Reading, segna una doppietta sconfiggendo per 2-0 il QPR e per 2-1 lo Swansea City oltre che nel pareggio per 3-3 con il Brentford, l'ultima rete la segna vincendo per 4-2 contro il Leeds United.

#### Bournemouth e Cardiff City
Il 6 agosto 2019 viene ceduto in prestito al Bournemouth. Undici giorni dopo esordisce con il club (oltreché in Premier League) andando a segno nel successo per 1-2 in casa dell'Aston Villa, realizza un gol anche contro il Southampton e il Brighton vincendo per 3-1 entrambe le partite, segna una doppietta perdendo per 3-2 contro il Tottenham. A fine stagione, nonostante lui realizzi 7 reti e vinca anche, in novembre, il premio di giocatore del mese delle Cherries, queste retrocedono in Championship.
Dopo una breve esperienza vestendo nuovamente la maglia del Liverpool giocando una sola partite il 1º ottobre 2020 perdendo contro l'Arsenal, il 16 dello stesso mese viene ceduto a titolo temporaneo al Cardiff City. Segna il suo primo gol nel pareggio per 1-1 contro il Bournemouth, realizza la rete del 3-0 battendo il Barnsley, un'altra rete la segna sconfiggendo per 2-0 il Luton Town, infine è autore di una tripletta nel successo per 4-0 contro il Birmingham.

#### Fulham
Il 25 luglio 2021 viene ceduto a titolo definitivo al Fulham, militante in Championship. Vince l'edizione 2021-2022 del campionato dove Wilson segna una rete contro il Middlesbrough e il Barnsley pareggiando per 1-1 entrambi i match, realizza inoltre una doppietta sconfiggendo per 7-0 sia il Blackburn che il Reading. Ottenuta la promozione in Premier League Wilson segna un gol il 15 aprile 2023 battendo per 3-1 l'Everton, ne realizza un altro nella partita successiva sconfiggendo per 5-3 il Leeds United.

### Nazionale
Viene convocato nella nazionale maggiore gallese dal commissario tecnico Chris Coleman per le partite, valide per le qualificazioni al mondiale 2014, contro Macedonia e Belgio dell'11 e 15 ottobre 2013. Esordisce con la maglia della nazionale nella partita contro il Belgio pareggiata 1-1, subentrando a Hal Robson-Kanu all'87'. Nell'occasione Wilson, a 16 anni e 207 giorni, diviene il calciatore più giovane ad aver esordito con la maglia dei Dragoni, battendo di 108 giorni Gareth Bale, il precedente detentore del record; questo primato non è l'unica cosa curiosa che è scaturita da tale esordio poiché il nonno del centrocampista, nella circostanza, ha vinto 125.000 sterline dato nel 1999, con il nipote Harry che aveva appena due anni, aveva puntato 50 sterline presso un'agenzia di scommesse sul fatto che un giorno il nipote avrebbe giocato in nazionale.
Il 22 marzo 2018, cinque anni dopo l'esordio assoluto, mette a segno la sua prima marcatura in occasione dell'amichevole vinta per 0-6 contro la Cina. Realizza il suo primo gol in Nations League il 18 novembre 2020 battendo per 3-1 la Finlandia. Durante le qualificazioni per l'Europeo segna una doppietta sconfiggendo per 2-1 la Croazia, mentre nel pareggio a reti inviolate contro la Polonia la vincitrice viene decisa ai calci di rigore, Wilson è tra i giocatori che segna dal dischetto ma il Galles perde per 5-4.

## Statistiche

### Presenze e reti nei club
Statistiche aggiornate al 25 maggio 2025
| Stagione         | Squadra          | Campionato       | Campionato | Campionato | Coppe nazionali | Coppe nazionali | Coppe nazionali | Coppe continentali | Coppe continentali | Coppe continentali | Altre coppe | Altre coppe | Altre coppe | Totale | Totale |
| Stagione         | Squadra          | Comp             | Pres       | Reti       | Comp            | Pres            | Reti            | Comp               | Pres               | Reti               | Comp        | Pres        | Reti        | Pres   | Reti   |
| ---------------- | ---------------- | ---------------- | ---------- | ---------- | --------------- | --------------- | --------------- | ------------------ | ------------------ | ------------------ | ----------- | ----------- | ----------- | ------ | ------ |
| 2015-2016        | Crewe Alexandra  | FL1              | 7          | 0          | FACup+CdL       | 0               | 0               | -                  | -                  | -                  | FLT         | 0           | 0           | 7      | 0      |
| 2016-2017        | Liverpool        | PL               | 0          | 0          | FACup+CdL       | 1+0             | 0               | -                  | -                  | -                  | -           | -           | -           | 1      | 0      |
| 2017-gen. 2018   | Liverpool        | PL               | 0          | 0          | FACup+CdL       | 0               | 0               | UCL                | 0                  | 0                  | -           | -           | -           | 0      | 0      |
| gen.-giu. 2018   | Hull City        | FLC              | 13         | 7          | FACup+CdL       | 1+0             | 0               | -                  | -                  | -                  | -           | -           | -           | 14     | 7      |
| 2018-2019        | Derby County     | FLC              | 40+3       | 15+1       | FACup+CdL       | 3+3             | 1+1             | -                  | -                  | -                  | -           | -           | -           | 49     | 18     |
| 2019-2020        | Bournemouth      | PL               | 31         | 7          | FACup+CdL       | 2+2             | 0               | -                  | -                  | -                  | -           | -           | -           | 35     | 7      |
| set. 2020        | Liverpool        | PL               | 0          | 0          | FACup+CdL       | 0+1             | 0               | UCL                | 0                  | 0                  | CS          | 0           | 0           | 1      | 0      |
| Totale Liverpool | Totale Liverpool | Totale Liverpool | -          | -          |                 | 2               | 0               |                    | -                  | -                  |             | -           | -           | 2      | 0      |
| set. 2020-2021   | Cardiff City     | FLC              | 37         | 7          | FACup+CdL       | 1+0             | 0               | -                  | -                  | -                  | -           | -           | -           | 38     | 7      |
| 2021-2022        | Fulham           | FLC              | 41         | 10         | FACup+CdL       | 2+0             | 1               | -                  | -                  | -                  | -           | -           | -           | 43     | 11     |
| 2022-2023        | Fulham           | PL               | 29         | 2          | FACup+CdL       | 4+0             | 1               | -                  | -                  | -                  | -           | -           | -           | 33     | 3      |
| 2023-2024        | Fulham           | PL               | 35         | 4          | FACup+CdL       | 2+6             | 0+1             | -                  | -                  | -                  | -           | -           | -           | 43     | 5      |
| 2024-2025        | Fulham           | PL               | 25         | 6          | FACup+CdL       | 0+2             | 0               | -                  | -                  | -                  | -           | -           | -           | 27     | 6      |
| Totale Fulham    | Totale Fulham    | Totale Fulham    | 130        | 22         |                 | 17              | 3               |                    | -                  | -                  |             | -           | -           | 147    | 25     |
| Totale carriera  | Totale carriera  | Totale carriera  | 197        | 48         |                 | 20              | 4               |                    | -                  | -                  |             | -           | -           | 217    | 52     |

### Cronologia delle presenze e reti in nazionale
| Cronologia completa delle presenze e delle reti in nazionale ― Galles | Cronologia completa delle presenze e delle reti in nazionale ― Galles | Cronologia completa delle presenze e delle reti in nazionale ― Galles | Cronologia completa delle presenze e delle reti in nazionale ― Galles | Cronologia completa delle presenze e delle reti in nazionale ― Galles | Cronologia completa delle presenze e delle reti in nazionale ― Galles | Cronologia completa delle presenze e delle reti in nazionale ― Galles | Cronologia completa delle presenze e delle reti in nazionale ― Galles |
| Data                                                                  | Città                                                                 | In casa                                                               | Risultato                                                             | Ospiti                                                                | Competizione                                                          | Reti                                                                  | Note                                                                  |
| --------------------------------------------------------------------- | --------------------------------------------------------------------- | --------------------------------------------------------------------- | --------------------------------------------------------------------- | --------------------------------------------------------------------- | --------------------------------------------------------------------- | --------------------------------------------------------------------- | --------------------------------------------------------------------- |
| 15-10-2013                                                            | Bruxelles                                                             | Belgio                                                                | 1 – 1                                                                 | Galles                                                                | Qual. Mondiali 2014                                                   | -                                                                     | 87’                                                                   |
| 22-3-2018                                                             | Nanning                                                               | Cina                                                                  | 0 – 6                                                                 | Galles                                                                | Amichevole                                                            | 1                                                                     | 71’                                                                   |
| 26-3-2018                                                             | Nanning                                                               | Galles                                                                | 0 – 1                                                                 | Uruguay                                                               | Amichevole                                                            | -                                                                     | 72’                                                                   |
| 28-5-2018                                                             | Pasadena                                                              | Messico                                                               | 0 – 0                                                                 | Galles                                                                | Amichevole                                                            | -                                                                     | 64’                                                                   |
| 11-10-2018                                                            | Cardiff                                                               | Galles                                                                | 1 – 4                                                                 | Spagna                                                                | Amichevole                                                            | -                                                                     | 46’                                                                   |
| 16-10-2018                                                            | Dublino                                                               | Irlanda                                                               | 0 – 1                                                                 | Galles                                                                | UEFA Nations League 2018-2019 - 1º turno                              | 1                                                                     | 85’                                                                   |
| 16-11-2018                                                            | Cardiff                                                               | Galles                                                                | 1 – 2                                                                 | Danimarca                                                             | UEFA Nations League 2018-2019 - 1º turno                              | -                                                                     | 68’                                                                   |
| 20-11-2018                                                            | Elbasan                                                               | Albania                                                               | 1 – 0                                                                 | Galles                                                                | Amichevole                                                            | -                                                                     | 58’                                                                   |
| 24-3-2019                                                             | Cardiff                                                               | Galles                                                                | 1 – 0                                                                 | Slovacchia                                                            | Qual. Euro 2020                                                       | -                                                                     | 87’                                                                   |
| 8-6-2019                                                              | Osijek                                                                | Croazia                                                               | 2 – 1                                                                 | Galles                                                                | Qual. Euro 2020                                                       | -                                                                     |                                                                       |
| 11-6-2019                                                             | Budapest                                                              | Ungheria                                                              | 1 – 0                                                                 | Galles                                                                | Qual. Euro 2020                                                       | -                                                                     | 73’                                                                   |
| 6-9-2019                                                              | Cardiff                                                               | Galles                                                                | 2 – 1                                                                 | Azerbaigian                                                           | Qual. Euro 2020                                                       | -                                                                     | 63’                                                                   |
| 9-9-2019                                                              | Cardiff                                                               | Galles                                                                | 1 – 0                                                                 | Bielorussia                                                           | Amichevole                                                            | -                                                                     | 89’                                                                   |
| 10-10-2019                                                            | Trnava                                                                | Slovacchia                                                            | 1 – 1                                                                 | Galles                                                                | Qual. Euro 2020                                                       | -                                                                     | 66’                                                                   |
| 13-10-2019                                                            | Cardiff                                                               | Galles                                                                | 1 – 1                                                                 | Croazia                                                               | Qual. Euro 2020                                                       | -                                                                     | 68’                                                                   |
| 16-11-2019                                                            | Baku                                                                  | Azerbaigian                                                           | 0 – 2                                                                 | Galles                                                                | Qual. Euro 2020                                                       | 1                                                                     | 90’                                                                   |
| 19-11-2019                                                            | Cardiff                                                               | Galles                                                                | 2 – 0                                                                 | Ungheria                                                              | Qual. Euro 2020                                                       | -                                                                     | 88’                                                                   |
| 3-9-2020                                                              | Helsinki                                                              | Finlandia                                                             | 0 – 1                                                                 | Galles                                                                | UEFA Nations League 2020-2021 - 1º turno                              | -                                                                     | 46’ 86’                                                               |
| 11-10-2020                                                            | Dublino                                                               | Irlanda                                                               | 0 – 0                                                                 | Galles                                                                | UEFA Nations League 2020-2021 - 1º turno                              | -                                                                     | 67’                                                                   |
| 14-10-2020                                                            | Sofia                                                                 | Bulgaria                                                              | 0 – 1                                                                 | Galles                                                                | UEFA Nations League 2020-2021 - 1º turno                              | -                                                                     | 77’                                                                   |
| 12-11-2020                                                            | Cardiff                                                               | Galles                                                                | 0 – 0                                                                 | Stati Uniti                                                           | Amichevole                                                            | -                                                                     |                                                                       |
| 18-11-2020                                                            | Cardiff                                                               | Galles                                                                | 3 – 1                                                                 | Finlandia                                                             | UEFA Nations League 2020-2021 - 1º turno                              | 1                                                                     | 89’                                                                   |
| 24-3-2021                                                             | Lovanio                                                               | Belgio                                                                | 3 – 1                                                                 | Galles                                                                | Qual. Mondiali 2022                                                   | 1                                                                     | 66’                                                                   |
| 30-3-2021                                                             | Cardiff                                                               | Galles                                                                | 1 – 0                                                                 | Rep. Ceca                                                             | Qual. Mondiali 2022                                                   | -                                                                     | 76’                                                                   |
| 2-6-2021                                                              | Nizza                                                                 | Francia                                                               | 3 – 0                                                                 | Galles                                                                | Amichevole                                                            | -                                                                     | 59’                                                                   |
| 5-6-2021                                                              | Cardiff                                                               | Galles                                                                | 0 – 0                                                                 | Albania                                                               | Amichevole                                                            | -                                                                     | 61’                                                                   |
| 16-6-2021                                                             | Baku                                                                  | Turchia                                                               | 0 – 2                                                                 | Galles                                                                | Euro 2020 - 1º turno                                                  | -                                                                     | 85’                                                                   |
| 20-6-2021                                                             | Roma                                                                  | Italia                                                                | 1 – 0                                                                 | Galles                                                                | Euro 2020 - 1º turno                                                  | -                                                                     | 74’                                                                   |
| 26-6-2021                                                             | Amsterdam                                                             | Galles                                                                | 0 – 4                                                                 | Danimarca                                                             | Euro 2020 - Ottavi di finale                                          | -                                                                     | 60’ 90+1’                                                             |
| 1-9-2021                                                              | Helsinki                                                              | Finlandia                                                             | 0 – 0                                                                 | Galles                                                                | Amichevole                                                            | -                                                                     |                                                                       |
| 8-9-2021                                                              | Cardiff                                                               | Galles                                                                | 0 – 0                                                                 | Estonia                                                               | Qual. Mondiali 2022                                                   | -                                                                     | 36’                                                                   |
| 8-10-2021                                                             | Praga                                                                 | Rep. Ceca                                                             | 2 – 2                                                                 | Galles                                                                | Qual. Mondiali 2022                                                   | -                                                                     | 60’                                                                   |
| 11-10-2021                                                            | Tallinn                                                               | Estonia                                                               | 0 – 1                                                                 | Galles                                                                | Qual. Mondiali 2022                                                   | -                                                                     | 35’ 83’                                                               |
| 13-11-2021                                                            | Cardiff                                                               | Galles                                                                | 5 – 1                                                                 | Bielorussia                                                           | Qual. Mondiali 2022                                                   | -                                                                     |                                                                       |
| 24-3-2022                                                             | Cardiff                                                               | Galles                                                                | 2 – 1                                                                 | Austria                                                               | Qual. Mondiali 2022                                                   | -                                                                     | 59’                                                                   |
| 5-6-2022                                                              | Cardiff                                                               | Galles                                                                | 1 – 0                                                                 | Ucraina                                                               | Qual. Mondiali 2022                                                   | -                                                                     | 83’                                                                   |
| 8-6-2022                                                              | Cardiff                                                               | Galles                                                                | 1 – 2                                                                 | Paesi Bassi                                                           | UEFA Nations League 2022-2023 - 1º turno                              | -                                                                     |                                                                       |
| 11-6-2022                                                             | Cardiff                                                               | Galles                                                                | 1 – 1                                                                 | Belgio                                                                | UEFA Nations League 2022-2023 - 1º turno                              | -                                                                     | 73’                                                                   |
| 14-6-2022                                                             | Rotterdam                                                             | Paesi Bassi                                                           | 3 – 2                                                                 | Galles                                                                | UEFA Nations League 2022-2023 - 1º turno                              | -                                                                     |                                                                       |
| 21-11-2022                                                            | Al Rayyan                                                             | Stati Uniti                                                           | 1 – 1                                                                 | Galles                                                                | Mondiali 2022 - 1º turno                                              | -                                                                     | 90+1’                                                                 |
| 25-11-2022                                                            | Al Rayyan                                                             | Galles                                                                | 0 – 2                                                                 | Iran                                                                  | Mondiali 2022 - 1º turno                                              | -                                                                     | 57’                                                                   |
| 29-11-2022                                                            | Al Rayyan                                                             | Galles                                                                | 0 – 3                                                                 | Inghilterra                                                           | Mondiali 2022 - 1º turno                                              | -                                                                     | 77’                                                                   |
| 25-3-2023                                                             | Spalato                                                               | Croazia                                                               | 1 – 1                                                                 | Galles                                                                | Qual. Euro 2024                                                       | -                                                                     | 64’                                                                   |
| 28-3-2023                                                             | Cardiff                                                               | Galles                                                                | 1 – 0                                                                 | Lettonia                                                              | Qual. Euro 2024                                                       | -                                                                     | 35’ 90+4’                                                             |
| 16-6-2023                                                             | Cardiff                                                               | Galles                                                                | 2 – 4                                                                 | Armenia                                                               | Qual. Euro 2024                                                       | 1                                                                     | 82’                                                                   |
| 19-6-2023                                                             | Samsun                                                                | Turchia                                                               | 2 – 0                                                                 | Galles                                                                | Qual. Euro 2024                                                       | -                                                                     | 84’                                                                   |
| 7-9-2023                                                              | Cardiff                                                               | Galles                                                                | 0 – 0                                                                 | Corea del Sud                                                         | Amichevole                                                            | -                                                                     | 60’                                                                   |
| 11-9-2023                                                             | Riga                                                                  | Lettonia                                                              | 0 – 2                                                                 | Galles                                                                | Qual. Euro 2024                                                       | -                                                                     |                                                                       |
| 11-10-2023                                                            | Wrexham                                                               | Galles                                                                | 4 – 0                                                                 | Gibilterra                                                            | Amichevole                                                            | -                                                                     | 64’                                                                   |
| 15-10-2023                                                            | Cardiff                                                               | Galles                                                                | 2 – 1                                                                 | Croazia                                                               | Qual. Euro 2024                                                       | 2                                                                     | 81’                                                                   |
| 18-11-2023                                                            | Erevan                                                                | Armenia                                                               | 1 – 1                                                                 | Galles                                                                | Qual. Euro 2024                                                       | -                                                                     | 66’                                                                   |
| 21-11-2023                                                            | Cardiff                                                               | Galles                                                                | 1 – 1                                                                 | Turchia                                                               | Qual. Euro 2024                                                       | -                                                                     | 80’                                                                   |
| 21-3-2024                                                             | Cardiff                                                               | Galles                                                                | 4 – 1                                                                 | Finlandia                                                             | Qual. Euro 2024                                                       | -                                                                     | 65’ 90’                                                               |
| 26-3-2024                                                             | Cardiff                                                               | Galles                                                                | 0 – 0 dts (4 – 5 dtr)                                                 | Polonia                                                               | Qual. Euro 2024                                                       | -                                                                     |                                                                       |
| 6-9-2024                                                              | Cardiff                                                               | Galles                                                                | 0 – 0                                                                 | Turchia                                                               | UEFA Nations League 2024-2025 - 1º turno                              | -                                                                     | 28’                                                                   |
| 9-9-2024                                                              | Nikšić                                                                | Montenegro                                                            | 1 – 2                                                                 | Galles                                                                | UEFA Nations League 2024-2025 - 1º turno                              | 1                                                                     | 60’                                                                   |
| 11-10-2024                                                            | Reykjavík                                                             | Islanda                                                               | 2 – 2                                                                 | Galles                                                                | UEFA Nations League 2024-2025 - 1º turno                              | 1                                                                     |                                                                       |
| 14-10-2024                                                            | Cardiff                                                               | Galles                                                                | 1 – 0                                                                 | Montenegro                                                            | UEFA Nations League 2024-2025 - 1º turno                              | 1                                                                     | 69’                                                                   |
| 16-11-2024                                                            | Kayseri                                                               | Turchia                                                               | 0 – 0                                                                 | Galles                                                                | UEFA Nations League 2024-2025 - 1º turno                              | -                                                                     |                                                                       |
| 19-11-2024                                                            | Cardiff                                                               | Galles                                                                | 4 – 1                                                                 | Islanda                                                               | UEFA Nations League 2024-2025 - 1º turno                              | 1                                                                     |                                                                       |
| 6-6-2025                                                              | Cardiff                                                               | Galles                                                                | 3 – 0                                                                 | Liechtenstein                                                         | Qual. Mondiali 2026                                                   | 1                                                                     | 73’                                                                   |
| 9-6-2025                                                              | Bruxelles                                                             | Belgio                                                                | 4 – 3                                                                 | Galles                                                                | Qual. Mondiali 2026                                                   | 1                                                                     | 82’                                                                   |
| Totale                                                                |                                                                       | Presenze                                                              | 62                                                                    |                                                                       | Reti                                                                  | 14                                                                    |                                                                       |

## Palmarès

### Club

#### Competizioni nazionali
- Campionato inglese di seconda divisione: 1

Fulham: 2021-2022